# سینمای یمن

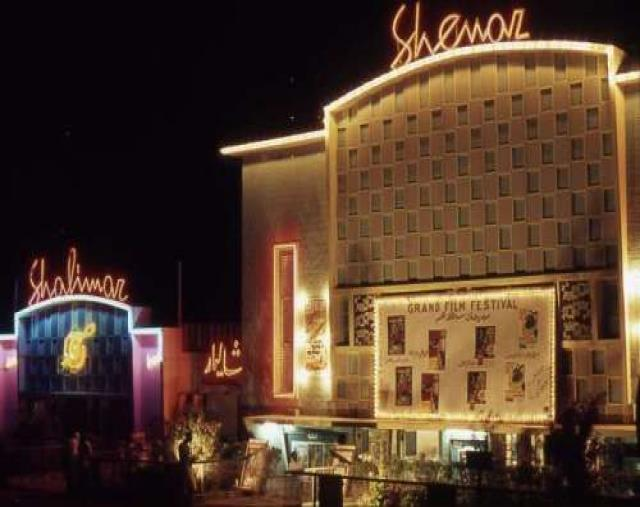
سینما شاهیناز در عدن ۱۹۶۰

سینمای یمن (انگلیسی: cinema of Yemen) یک صنعت بسیار جزئی و خرد است. از سال ۲۰۰۵ تاکنون تنها ۵ فیلم در این سرزمین توسط فیلمسازان بومی یا کارگردان‌های با ریشه یمنی ساخته شده‌است. فیلم رومانتیک یک روز تازه در صنعای قدمی به کارگردانی بدر بن هرسی اولین فیلم تاریخ سینمای یمن است که در سال ۲۰۰۵ اکران شد. یک روز تازه در صنعای قدیمی همچنین در جشنواره کن ۲۰۰۶ و جشنواره فیلم قاهره نمایش داده شد.
با همین بضاعت کم در سینمای یمن اما مهمترین فیلم این سرزمین، مستند کرامه دیواری ندارد به کارگردانی ساره اسحاق محصول ۲۰۱۳ است. این فیلم در هشتاد و ششمین دوره جوایز اسکار جز ۵ نامزد نهایی بهترین فیلم کوتاه مستند بود.
آخرین فیلم یمنی ده روز قبل از عروسی ساخته عمرو جمال است که در سال ۲۰۱۸ ساخته شد. این فیلم به عنوان نماینده این کشور برای بخش جایزه اسکار بهترین فیلم بین‌المللی به نود و یکمین دوره جوایز اسکار معرفی گردید که البته در مرحله اول حذف شد.

## فیلم‌هایی که تمام یا بخشی از آن در یمن فیلمبرداری شدند
- مقررات درگیری (۲۰۰۰)
- صید ماهی آزاد در یمن (۲۰۱۱)
- لندن سقوط کرده‌است (۲۰۱۶)